# مروحة حاسوب

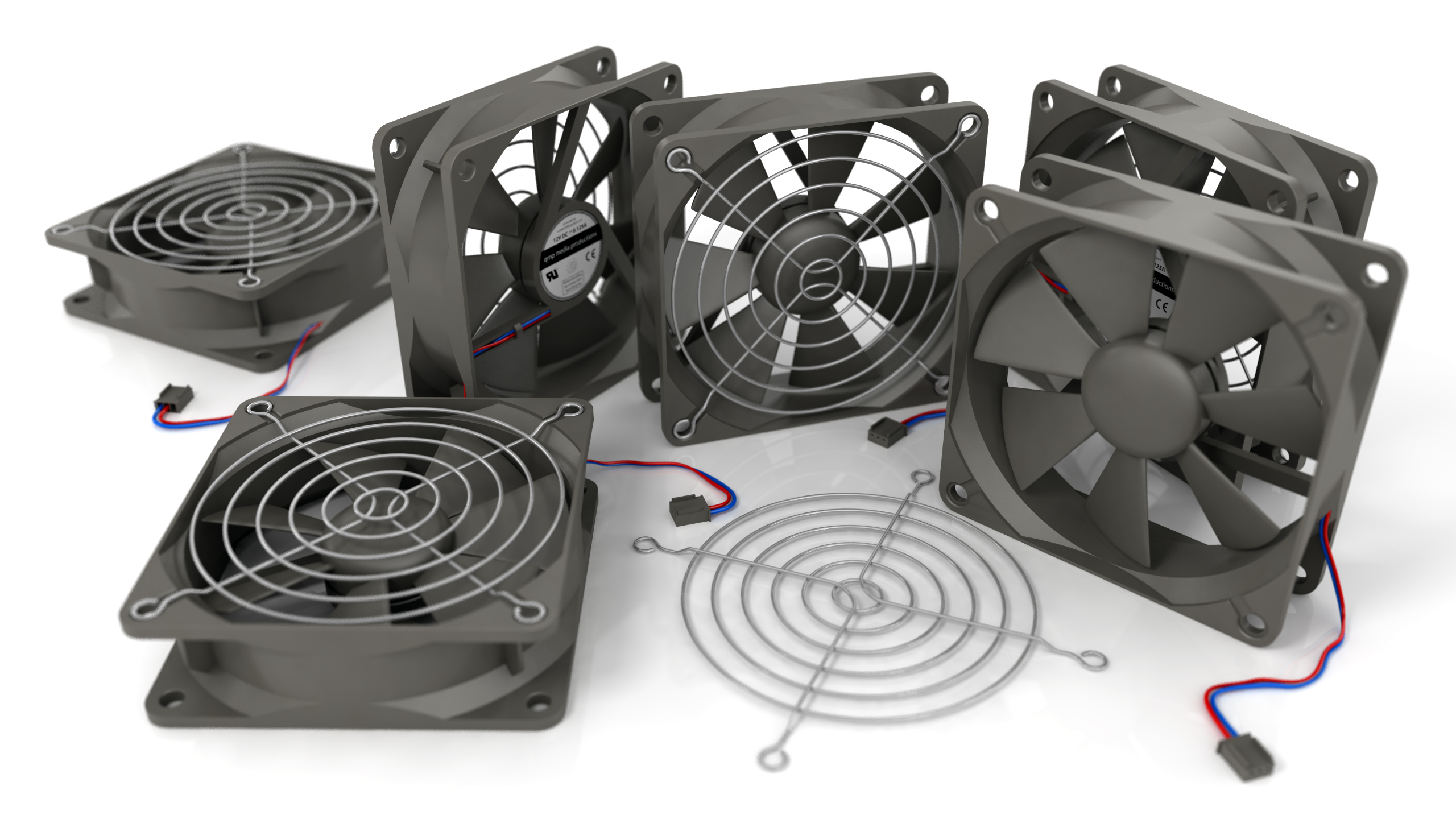
رسم توضيحي ثلاثي الأبعاد لستة مراوح ، نوع من المراوح شائع الاستخدام في أجهزة الكمبيوتر الشخصية (أحيانًا تستعمل كمجموعة، أو مع أحجام مراوح أخرى)

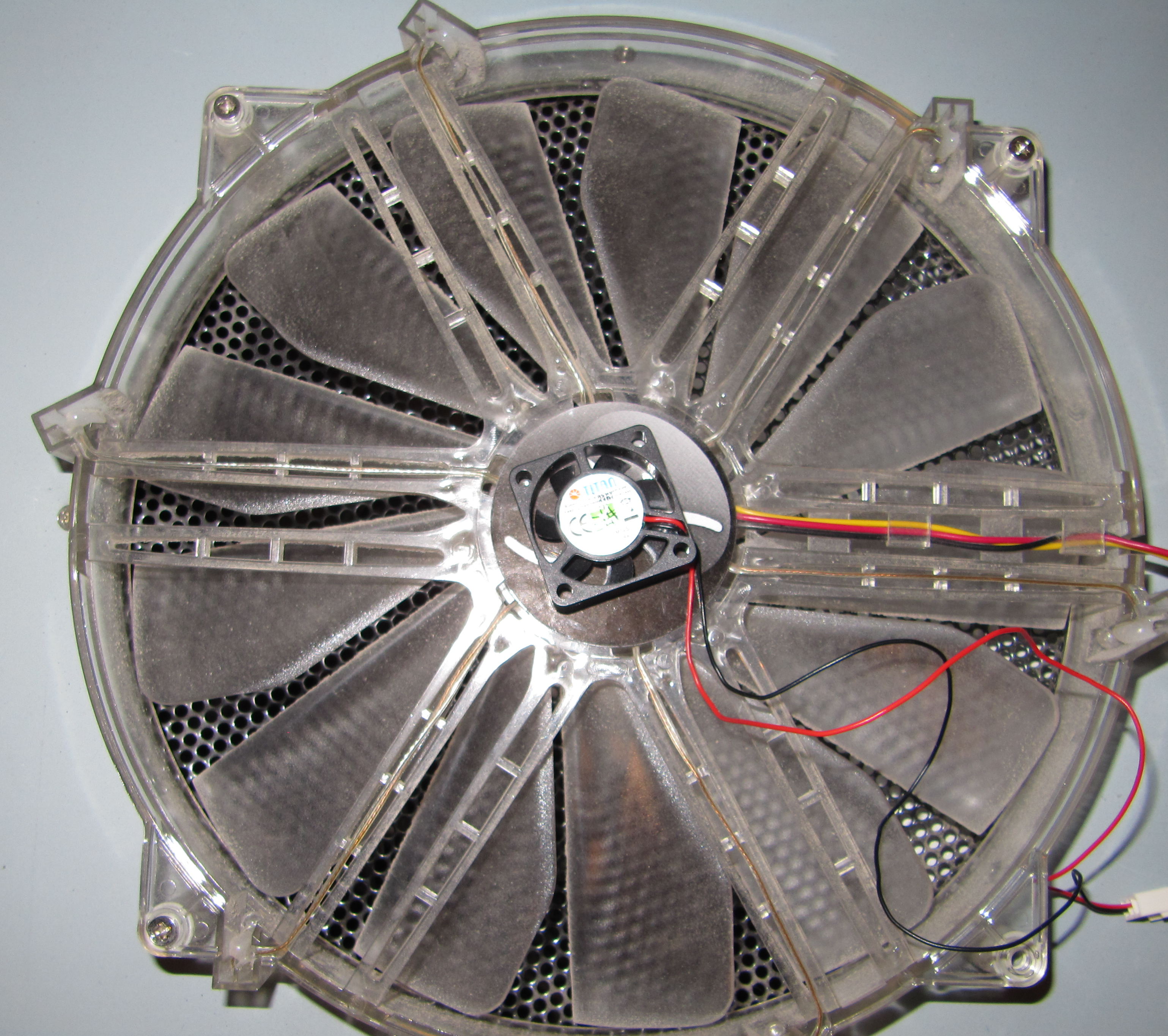
مروحة الكمبيوتر الشخصي

مروحة الحاسوب هي أي مروحة داخل أو متصلة بصندوق الحاسوب المستخدمة للتبريد النشط، تُستخدم المراوح لسحب الهواء البارد إلى الصندوق من الخارج، وطرد الهواء الدافئ من الداخل وتحريك الهواء عبر المشتت الحراري لتبريد مكون معين، تُستخدم المراوح المحورية وأحيانًا مراوح الطرد المركزي في أجهزة الحاسوب، وعادةً ما تأتي مراوح الحاسوب بأحجام قياسية، مثل 92 مم، 120 مم (الأكثر شيوعًا)، 140 مم، وحتى 200  –  220 مم.

## استخدام مروحة تبريد
من الممكن في أجهزة الحاسوب الشخصية السابقة تبريد معظم المكونات باستخدام الحمل الحراري الطبيعي (التبريد السلبي)، لكن العديد من المكونات الحديثة تتطلب تبريدًا نشطًا وأكثر فعالية؛ حيث تعمل المراوح على تحريك الهواء الساخن بعيدًا عن المكونات وسحب الهواء البارد فوقها، عادةً ما تُستخدم المراوح المتصلة بالمكونات مع المشتت الحراري لزيادة مساحة السطح الساخن الملامس للهواء، وبالتالي تحسين كفاءة التبريد، التحكم في المروحة ليس دائمًا عملية تلقائية، حيث يمكن لبيوس الخاص بجهاز الحاسوب التحكم في سرعة نظام المروحة، ويمكن للمستخدم أيضًا استكمال هذه الوظيفة بمكونات تبريد إضافية أو توصيل وحدة تحكم يدوية في المروحة بمقابض تضبط المراوح على سرعات مختلفة.

## التطبيقات

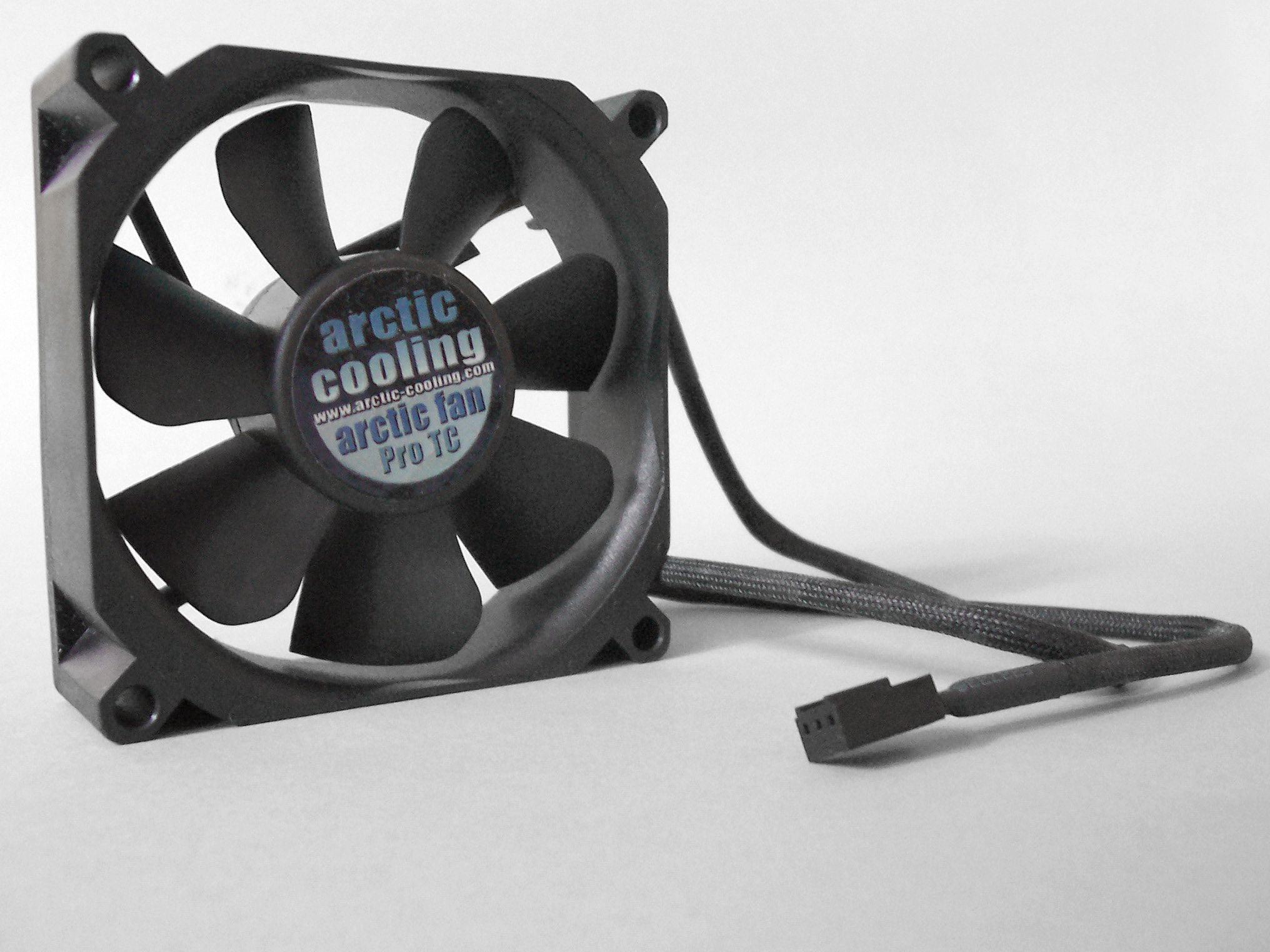
مروحة كمبيوتر محورية مقاس 80 × 80 × 25 مم

### مروحة الهيكل

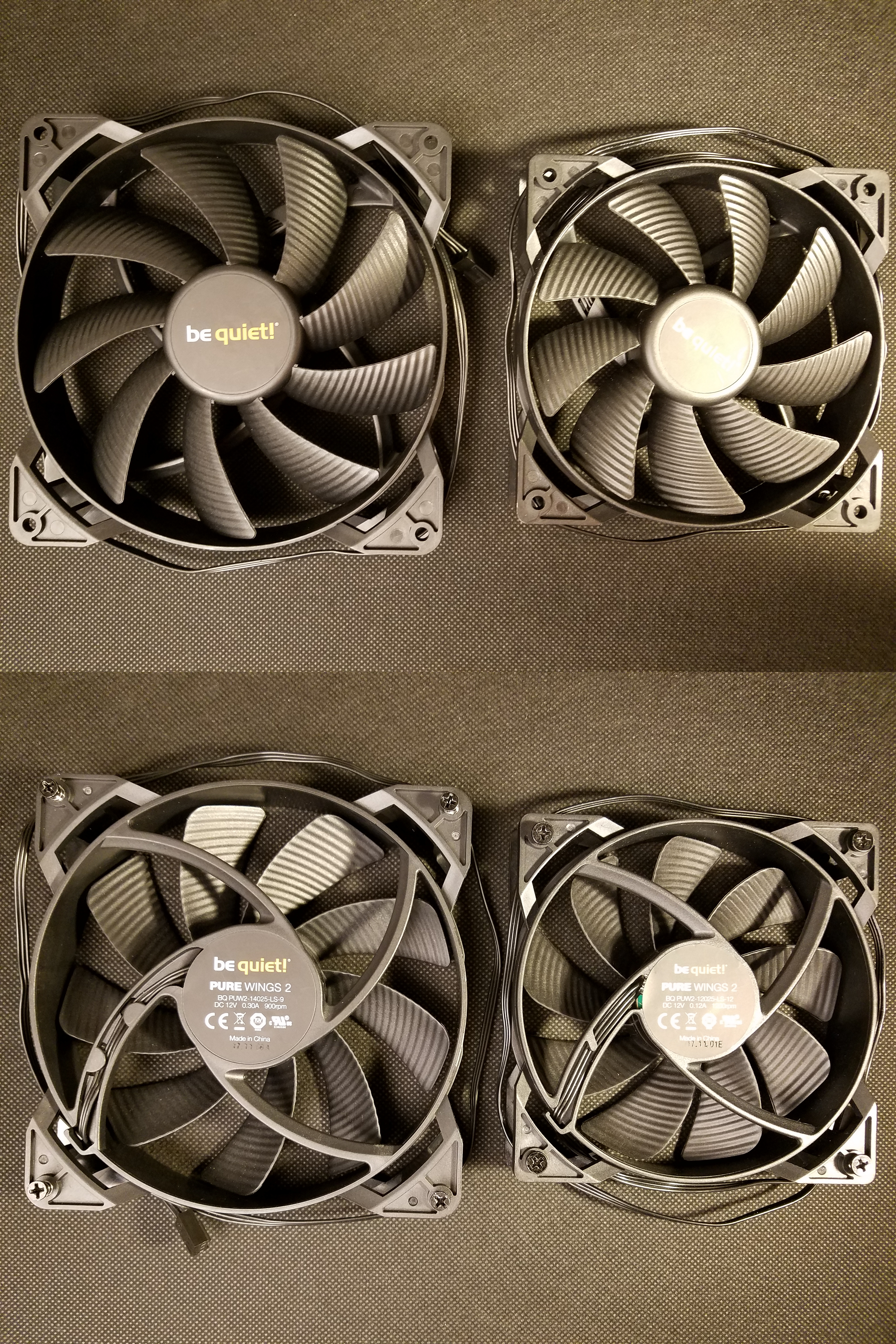
مراوح صندوق الحاسوب - أمامي وخلفي

تستخدم المراوح لتحريك الهواء عبر صندوق الحاسوب، ولا يمكن للمكونات الموجودة داخل الصندوق تبديد الحرارة بكفاءة إذا كان الهواء المحيط شديد السخونة، لذلك توضع مراوح للصندوق كمراوح سحب، التي تؤدي إلى سحب الهواء الخارجي المبرد للداخل من خلال الجزء الأمامي أو السفلي من الهيكل، مما يؤدي إلى طرد الهواء الدافئ من خلال الجزء العلوي أو الخلفي؛ تحتوي بعض علب أبراج ATX على فتحة أو أكثر من فتحات التهوية الإضافية ونقاط التثبيت في اللوحة الجانبية اليسرى حيث يمكن تركيب مروحة أو أكثر من أجل نفخ الهواء البارد مباشرة على مكونات اللوحة الأم وبطاقات التوسعة، والتي تعد من بين أكبر مصادر الحرارة.

### مروحة مزود الطاقة
يحتوي مزود الطاقة (PSU) على مروحة مع استثناءات قليلة، ولا يجب استخدامها لتهوية الصندوق بالكامل، لان كلما زادت درجة حرارة الهواء الداخل مزود الطاقة، زادت سخونته، ومع هذا الارتفاع بدرجة الحرارة، تنخفض قابلية توصيل لمكوناته الداخلية، والتي ستحول الطاقة الكهربائية إلى طاقة حرارية، وتستمر هذه الدورة من درجة الحرارة المتزايدة والكفاءة المنخفضة حتى ترتفع درجة حرارة مزود الطاقة، لذلك تعمل مروحة التبريد على الدوران بسرعة كافية للحفاظ على تزويده بهواء بارد نسبيًا، يتم تركيب وحدة مزود الطاقة بشكل أساسي في الجزء السفلي من أجهزة الحاسوب الحديثة، ولها فتحات سحب خاصة بها، ويفضل أن تكون مزودة بفلتر غبار في فتحة السحب الخاصة بها.

### مروحة وحدة المعالجة المركزية
تستخدم لتبريد وحدة المعالجة المركزية.

### مروحة بطاقة الرسوميات

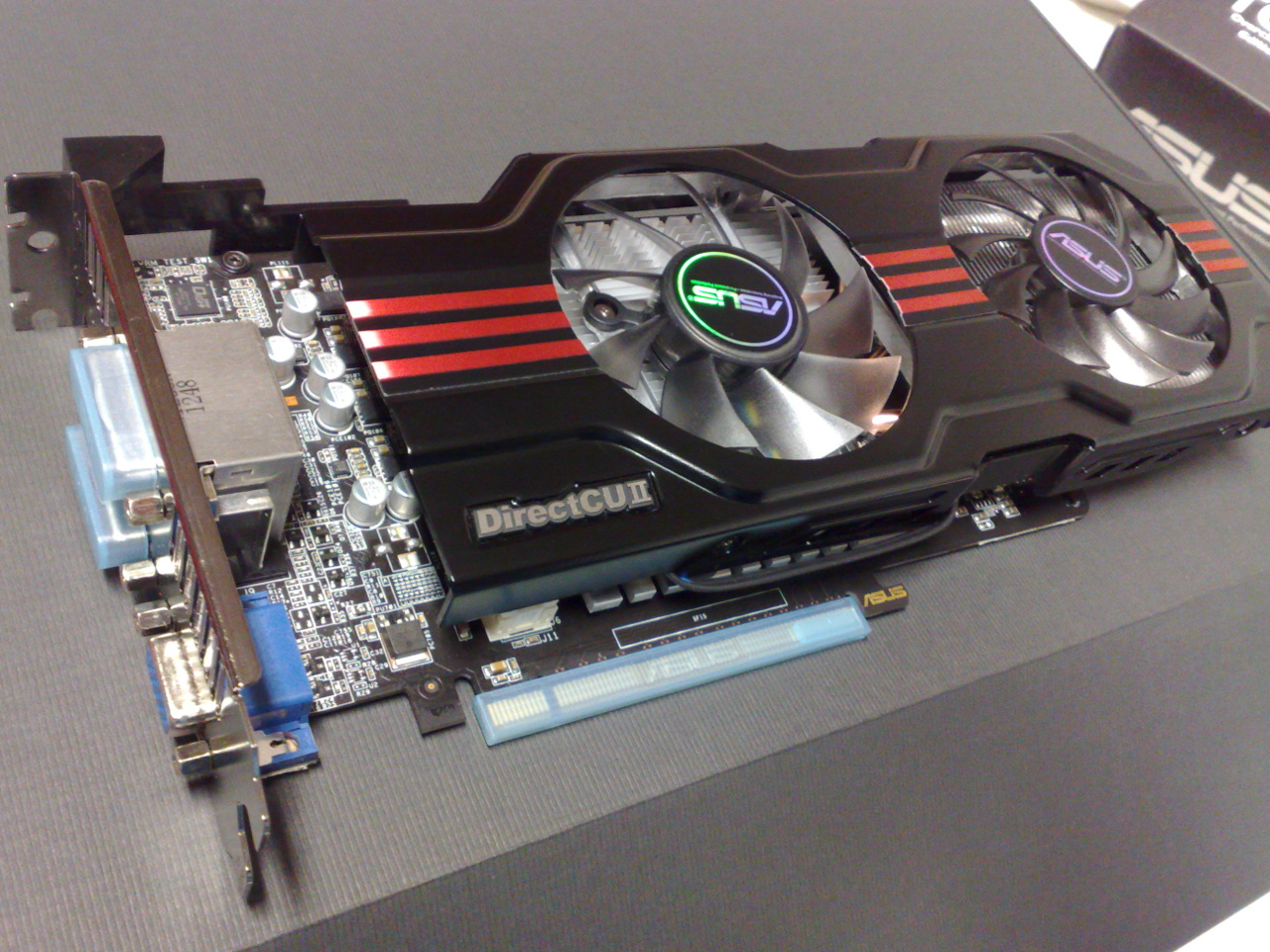
أسوس جيفورس GTX 650 Ti، بطاقة رسومات منفذ الملحقات الإضافية السريع 3.0 × 16، تستخدم مروحتين للتبريد

تستخدم لتبريد المشتت الحراري لوحدة معالجة الرسومات أو الذاكرة الموجودة على بطاقات الرسوميات، حيث لم تكن هذه المراوح ضرورية على البطاقات القديمة بسبب انخفاض استهلاكها للطاقة، ولكن معظم بطاقات الرسومات الحديثة المصممة للرسومات ثلاثية الأبعاد والألعاب تحتاج إلى مراوح تبريد خاصة بها، يمكن لبعض البطاقات ذات الطاقة العالية أن تنتج حرارة أكثر من وحدة المعالجة المركزية (حتى 350 واط)، لذا فإن التبريد الفعال مهم بشكل خاص، منذ عام 2010، أصدرت بطاقات الرسومات إما بمراوح محورية أو مروحة طرد مركزي.

### أغراض متعددة

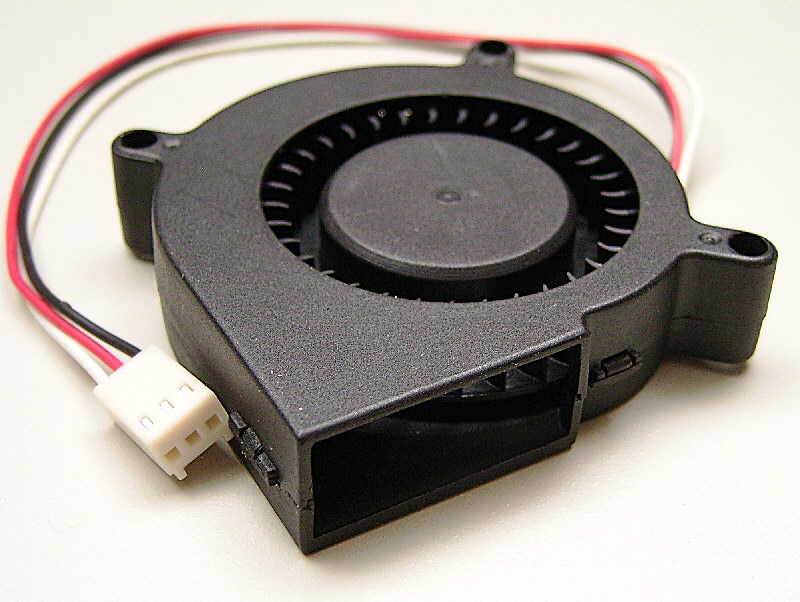
تُستخدم هذه المروحة لتوجيه الهواء عبر مبرد وحدة المعالجة المركزية للحاسوب المحمول.

في أجهزة الحاسوب المحمولة، غالبًا ما تقوم مروحة واحدة بتبريد المشتت الحراري المتصل بكل من وحدة المعالجة المركزية ووحدة معالجة الرسومات باستخدام أنابيب الحرارة، في أجهزة الحاسوب المحمولة ومحطات العمل المحمولة المخصصة للألعاب، يمكن استخدام اثنين أو أكثر من مراوح الخدمة الشاقة، وفي الخوادم المُثبتة على حامل، قد يعمل صف واحد من المراوح لإنشاء تدفق هواء عبر الهيكل من الأمام إلى الخلف، والذي يتم توجيهه بواسطة مجاري أو أغطية سلبية عبر مشتتات حرارية للمكونات الفردية.